# Svatopluk Kvaizar
Svatopluk Kvaizar, né le 27 août 1947 et mort le 18 juillet 2025,, est un pilote de rallyes automobiles tchécoslovaque .

## Biographie
Svatopluk Kvaizar commence la compétition en 1976 et l'interrompt en 1988, après 13 années passées dans des voitures Škoda de type 110, 120, et essentiellement 130.
Son meilleur classement en compétition WRC est une 9e place au rallye SanRemo en 1986 avec Jiří Janeček, épreuve annulée a posteriori en décembre de la même année par la FISA, à la suite d'un contentieux Lancia/Peugeot, les véhicules de cette dernière marque ayant eu un soubassement de caisse jugé non conforme car assimilé à des jupes. En 1978, pour sa seconde participation au RAC Rally, Svatopluk avait déjà obtenu une victoire de classe 1/2.
Jiří Kotek fut son navigateur à ses débuts jusqu'à la mi-saison 1981, remplacé alors par Jan Soukup puis Monika Eckardt jusqu'à la mi-1983. Jiří Janeček prit ensuite le relais jusqu'à la fin de sa carrière.

## Palmarès

### Titres
- Double vainqueur de la Coupe de la Paix et de l'Amitié, en 1983 et 1985, sur Škoda 130 RS, puis LR (copilote Jiří Janeček);
- Champion de Tchécoslovaquie des rallyes, en 1985 (mêmes voiture et copilote);

### Victoires en championnat d'Europe
- Rallye de Yougoslavie: 1976 et 1978.Victoires en championnat d'Europe